# Green Springs
Green Springs is een plaats (village) in de Amerikaanse staat Ohio, en valt bestuurlijk gezien onder Sandusky County en Seneca County.

## Demografie
Bij de volkstelling in 2000 werd het aantal inwoners vastgesteld op 1247.
In 2006 is het aantal inwoners door het United States Census Bureau geschat op 1228, een daling van 19 (-1,5%).

## Geografie
Volgens het United States Census Bureau beslaat de plaats een oppervlakte van
2,8 km², geheel bestaande uit land.

## Plaatsen in de nabije omgeving
De onderstaande figuur toont nabijgelegen plaatsen in een straal van 16 km rond Green Springs.